# Talang Durian Cacar
Talang Durian Cacar is een bestuurslaag in het regentschap Indragiri Hulu van de provincie Riau, Indonesië. Talang Durian Cacar telt 2009 inwoners (volkstelling 2010).